# Navasoleon bosqi
Navasoleon bosqi är en insektsart som först beskrevs av Navás 1922.  Navasoleon bosqi ingår i släktet Navasoleon och familjen myrlejonsländor. Inga underarter finns listade i Catalogue of Life.